# شركة الباحة للاستثمار والتنمية
شركة الباحة للاستثمار والتنمية هي شركة مساهمة سعودية، تأسست في الثاني عشر من يناير عام 1993، برأس مال يبلغ مئة وخمسين مليون ريال سعودي وأصبحت الباحة شركة عامة مدرجة في السوق المالية السعودية (تداول) منذ يناير 1993، تنشط الشركة في إقامة المشروعات الصناعية، وتملك واستصلاح الأراضي الزراعية لاستغلالها زراعيا وحيوانيا، وإقامة المنشآت الترفيهية والسياحية، وإقامة مخازن التبريد وورش الصيانة الخاصة بذلك، بالإضافة إلى الوكالات التجارية للقيام بأعمال مكملة لتحقيق أغراض الشركة.
شركات تابعة لشركة الباحة للاستثمار والتنمية:
- شركة الباحة للرخام والجرانيت.
- كلية الباحة الأهلية للعلوم.